# Zeynep Sever
Pour les articles homonymes, voir Zeynep.
Zeynep Sever de son vrai nom "Zeynep Kübra Sever", née à Istanbul, Turquie le 9 juillet 1989) est un mannequin belgo-turque. Elle a été élue Miss Belgique 2009 au Spiroudôme de Charleroi, le 23 décembre 2008. Elle succède ainsi à Alizée Poulicek, Miss Belgique 2008.

## Parcours de Miss
Avant de participer au concours Miss Belgique, Zeynep Sever avait été candidate à l'élection de Miss Turquie, où elle termina en bonne place mais ne fut pas élue. 
Deux ans plus tard, elle décide de tenter sa chance au concours Miss Bruxelles et remporte le titre haut la main[réf. nécessaire] devant Larissa Vastapane, la fille du baron Aldo Vastapane, un très riche homme d'affaires belge. Elle participe ensuite au concours Miss Belgique en tant que représentante de la Région de Bruxelles Capitale. Étant la grande favorite du concours [réf. nécessaire].
Quelques mois plus tard, Zeynep Sever s'envole pour Paradise Island, aux Bahamas afin de participer au concours Miss Univers. La candidate belge faisait encore partie des favorites et fut classée  douzième de l'épreuve. Elle faisait donc partie des quinze demi-finalistes autorisées à défiler en bikini. 
En ce qui concerne le concours Miss Monde, Zeynep Sever n'a pas atteint la demi-finale. Elle a par ailleurs déclaré sa profonde déception à la presse. Alors que les journalistes et les bookmakers la considéraient comme l'une des favorites, il semblerait que ce ne fut absolument pas le cas des organisateurs du concours. Selon Zeynep Sever, ceux-ci ont même refusé que les journalistes l'interviewent.

## Face of Europe
"Globalbeauties" a décerné le titre de "Face of Europe 2009" à la belge Zeynep Sever. Ce concours est composé d'un jury de 37 professionnels du monde entier. Ils choisissent 50 candidates parmi tous les concours de beauté à travers le monde. Zeynep Sever a atteint le top 15 pour le titre de "Face of the year" et a obtenu le titre de "Face of Europe".

## Vie privée
Zeynep Sever s'est mariée avec Volkan Demirel, le gardien de Fenerbahçe et de l'équipe nationale turque, le 21 septembre 2010 à Istanbul devant 650 personnes (la directrice de Miss Belgique et Miss Belgique 2005 entre autres). Zeynep Sever est elle-même sportive. Elle a joué cinq ans au volley-ball en Turquie, à Fenerbahçe. Elle a même atteint la D2 nationale. À son arrivée en Belgique, elle a encore joué un an ou deux. Le volley était un vrai hobby pour elle mais elle n'a jamais souhaité en faire son métier.

## Vie professionnelle
Avant de participer au concours Miss Belgique, Zeynep Sever était étudiante en secrétariat dans le secteur du tourisme. En parallèle, Zeynep Sever travaillait en tant que modèle et en tant qu'animatrice radio à Radio Pasa.
Après son année de règne, Zeynep Sever a envie de se lancer dans le monde du cinéma et de devenir actrice.